# Cruise Bonaria (ferry de 2000)
Le Cruise Bonaria est un ferry rapide de la compagnie italienne Grimaldi Lines. Construit en 2000 aux chantiers Fincantieri de Sestri Ponente dans la banlieue de Gênes pour la compagnie grecque Minoan Lines, sous le nom Knossos Palace (en grec : Κνωσός Παλάς, Knosós Palás), il est mis en service en décembre 2000 sur les lignes entre la Grèce continentale et la Crète. Échangé en décembre 2020 avec le ferry Cruise Bonaria, il reprend le patronyme de ce dernier et intègre la flotte de Grimaldi Lines, société mère de Minoan.

## Histoire

### Origines et construction
En 1998, la compagnie grecque Minoan Lines annonce un important programme de renouvellement de sa flotte à la hauteur de 900 millions de dollars. Sept navires sont ainsi prévus à l'horizon 2002, cinq sont envisagés pour être exploités dans l'Adriatique entre la Grèce et l'Italie tandis que deux sont destinés à assurer la liaison entre Le Pirée et la Crète. 
Commandés au constructeur italien Fincantieri, les futurs Knossos Palace et Festos Palace sont prévus pour mesurer 214 mètres de long et jauger 37 000 UMS, ce qui en fait les navires les plus imposants sur les lignes de la Crète. Leurs caractéristiques générales sont calquées sur celles des précédents navires mis en service sur l'Adriatique tout en étant nettement améliorées. Leur apparence est ainsi plus massive et la qualité des aménagements intérieurs légèrement accrue. Leur conception est plus orientée vers le transport des passagers, la capacité est arrêtée à 2 200 personnes tandis que le garage est pensé pour recevoir 660 véhicules et environ 90 remorques. La vitesse, devenue un standard sur les lignes de l'Adriatique, est également de rigueur sur les futures unités dont l'appareil propulsif leur permet de naviguer à plus de 29 nœuds.
Construit par Fincantieri sur le site de Sestri Ponente, dans la banlieue de Gênes, le Knossos Palace est lancé le 28 juin 2000. Après finitions, il est livré à Minoan Lines le 25 novembre.

### Service

#### Minoan Lines (2000-2020)
Le Knossos Palace est mis en service le 1er décembre 2000 entre Le Pirée et Héraklion.
Le 19 novembre 2003, au cours d'une traversée vers la Crète, un camion stationné dans le garage s'enflamme et provoque un début d'incendie. Le sinistre est cependant rapidement maîtrisé et éteint par l'équipage avant qu'il ne cause plus de dégâts.
Le 7 février 2007, le navire heurte violemment le quai à Héraklion en raison du mauvais temps. Le choc occasionne l'ouverture d'une brèche dans la coque, nécessitant l'immobilisation du car-ferry pour plusieurs jours.

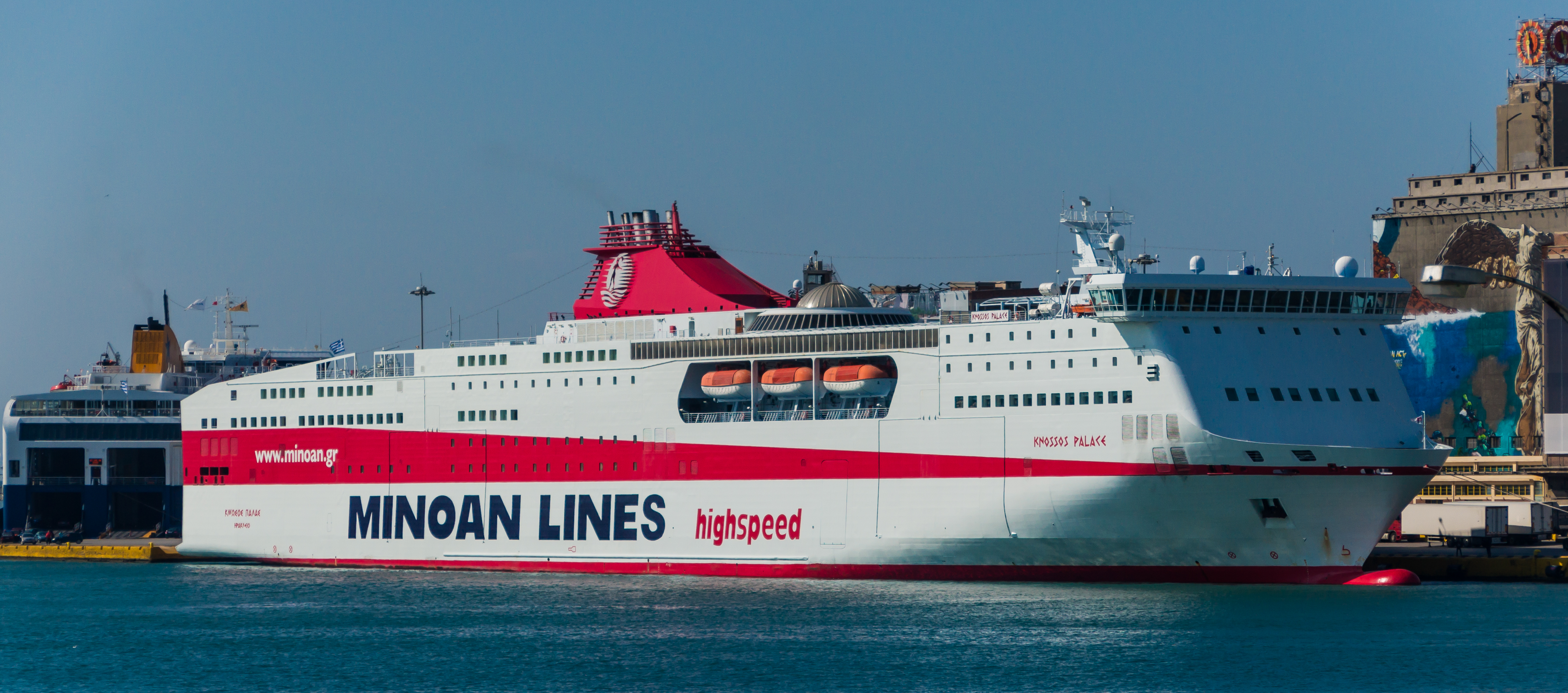
Le Knossos Palace sous les couleurs de Minoan Lines.

Au mois de février 2011, le navire est affrété afin d'évacuer la population libyenne menacée par la guerre civile. Le Knossos Palace réalise à cet effet un premier voyage entre Misrata et La Valette du 24 au 28 février et achemine ainsi 2 000 réfugiés à Malte. Il effectue ensuite un second voyage vers Tripoli du 2 au 7 mars avant de finalement retourner au Pirée le 8 mars et de reprendre son service habituel.
Durant son arrêt technique, effectué à Malte aux chantiers Palumbo de La Valette en mars 2019, le navire se voit doté d'épurateurs de fumées, communément appelés scrubbers, visant à réduire ses émissions de soufre. Les travaux impliquent des modifications mineures au niveau de la cheminée qui est rehaussée pour permettre l'installation du dispositif.
En décembre 2020, le groupe Grimaldi, société mère de Minoan Lines, décide de procéder à un échange entre le Knossos Palace et le ferry Cruise Bonaria (ex-Olympia Palace) de Grimaldi Lines. Ainsi, le Knossos Palace intègre la flotte de la compagnie italienne sous le nom de Cruise Bonaria tandis que son homonyme est transféré sous les couleurs de Minoan Lines et récupère le patronyme Knossos Palace. 

#### Grimaldi Lines (depuis 2020)
Transformé à Naples entre décembre 2020 et janvier 2021, le Cruise Bonaria est mis au standards de Grimaldi Lines et enregistré sous pavillon italien. Le navire débute ensuite son exploitation sous ses nouvelles couleurs en février 2021 sur les liaisons entre l'Italie et la Grèce en remplacement du Cruise Olympia qui doit être transféré lui aussi dans la flotte de Grimaldi Lines.

## Aménagements
Le Cruise Bonaria possède 11 ponts. Bien que le navire s'étende en réalité sur 12 ponts, l'un d'entre eux est absents au niveau du garage afin de permettre au navire de transporter du fret. Les locaux des passagers occupent la totalité des ponts 9 à 7 ainsi qu'une partie des ponts 6 et 5. Les ponts 2, 3, 5 et 6 sont consacrés aux garages.

### Locaux communs
Le Cruise Bonaria possède de confortables installations destinées aux passagers dont la majeure partie se situe sur le pont 7. Le navire dispose ainsi de deux espaces de restauration, de trois bars dont un extérieur avec piscine, et d'une galerie marchande.

### Cabines
Le Cruise Bonaria dispose de 231 cabines principalement situées sur le pont 8 ainsi qu'au milieu des ponts 5 et 6. Elles sont le plus souvent équipées de deux à quatre couchettes ainsi que de sanitaires comprenant douche, WC et lavabo. 68 d'entre elles sont des suites. Un salon de 600 fauteuil est également présent.

## Caractéristiques
Le Cruise Bonaria mesure 214 mètres de long pour 26,40 mètres de large et son tonnage est de 37 482 UMS. Le navire a une capacité 2 200 passagers et est pourvu d'un garage pouvant accueillir 660 véhicules et 90 remorques répartis sur 4 niveaux. Le garage est accessible par deux portes rampes situées à l'arrière. La propulsion est assurée par quatre moteurs diesels Wärtsilä 16V46C développant une puissance de 67 517 kW entraînant deux hélices à pas variable faisant filer le bâtiment à une vitesse de 29,5 nœuds. Le Knossos Palace possède six embarcations de sauvetage fermées de grande taille, trois sont situées de chaque côté vers le milieu du navire. Elles sont complétées par un canot semi-rigide. En plus de ces principaux dispositifs, le navire dispose de plusieurs radeaux de sauvetage à coffre s'ouvrant automatiquement au contact de l'eau. Le navire est doté de deux propulseurs d'étrave facilitant les manœuvres d'accostage et d'appareillage ainsi que de deux propulseurs arrières. Depuis 2019, le Knossos Palace est équipé de scrubbers, dispositifs d'épuration des fumées permettant la réduction des émissions de soufre.

## Lignes desservies
Sous les couleurs de Minoan Lines, de 2000 à 2020, le Knossos Palace était affecté aux lignes entre la Grèce continentale et la Crète. Il naviguait vers Héraklion ou La Canée selon période.
Depuis février 2021, il est employé sur les liaisons entre l'Italie et la Grèce et dessert le port de Patras depuis Ancône pour la compagnie Grimaldi Lines.